# Martinsried
Martinsried ist ein Gemeindeteil von Planegg im oberbayerischen Landkreis München mit ca. 4200 Einwohnern (Stand Januar 2025). Der Ort im Südwesten von München ist ein wichtiger Biotechnologiestandort.

## Geografie
Martinsried liegt in der Münchner Schotterebene und grenzt direkt an das Stadtgebiet Münchens bei Großhadern. Der Dorfkern ist etwa zweieinhalb Kilometer vom Ortszentrum Planeggs entfernt.

## Geschichte
Die Endung -ried steht für eine Rodung und weist auf eine Besiedelung etwa im 7. oder 8. Jahrhundert hin. Schriftlich wurde Martinsried erstmals 1180 in einer Urkunde des Klosters Dietramszell als „St. Martin im Riedt“ erwähnt.
1425 erhob der bayerische Herzog Wilhelm III. seine Besitzungen Planegg, Martinsried, Gräfelfing und Hadern zur „Vest Planegkh“ und schenkte sie seinem unehelichen Sohn Konrad von Egenhofen. Seitdem ist Martinsried mit Planegg verbunden. Bis 1785 bestand das Dorf aus acht Häusern und im Jahr 1950 sind lediglich 50 Hausnummern nachgewiesen.

## Biowissenschaftlicher Campus

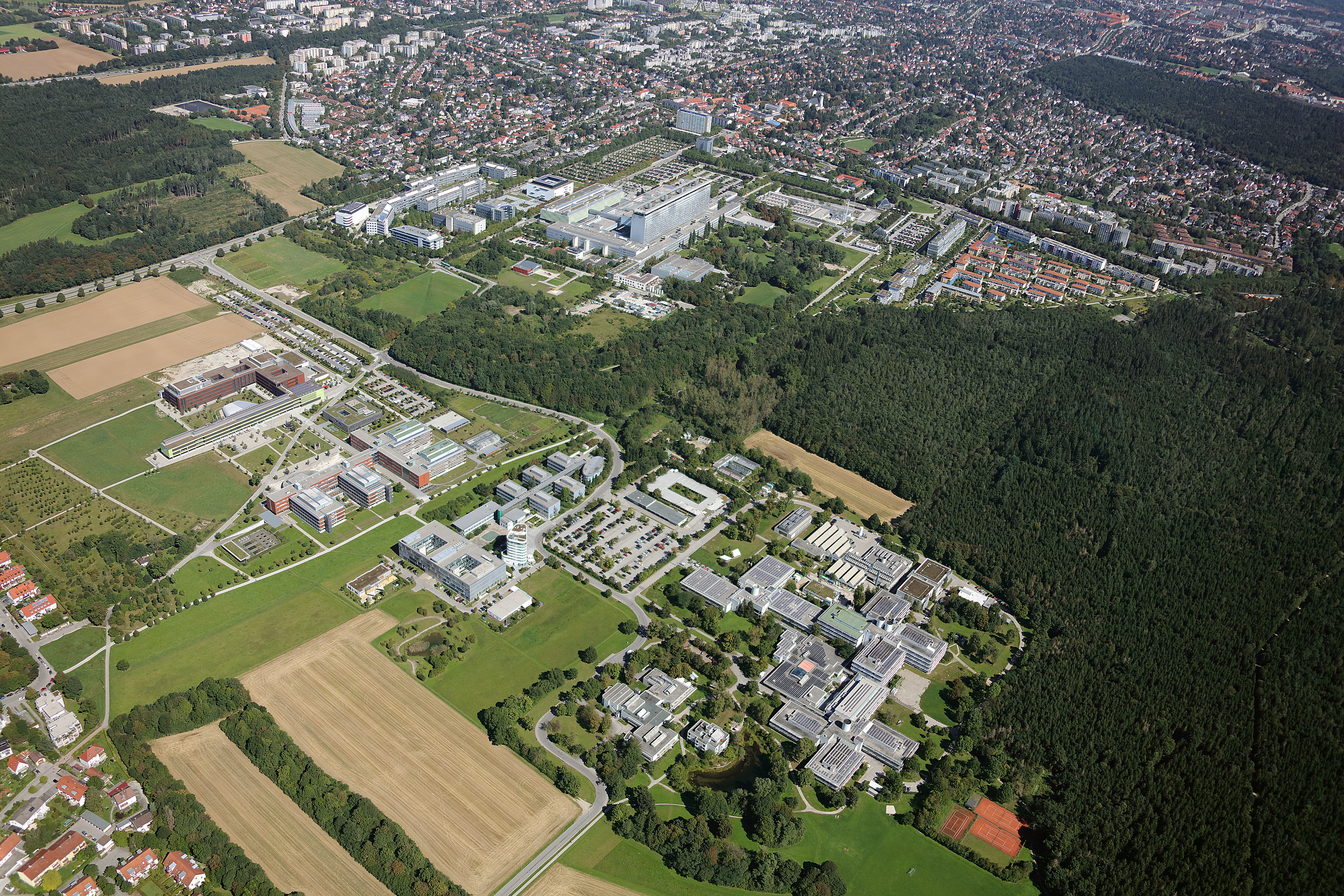
Luftbild vom Campus Martinsried

Zeitgleich mit dem Bau des nahe gelegenen Klinikums der Universität München in Großhadern wurde in den Jahren 1970 bis 1972 das Max-Planck-Institut für Biochemie errichtet, 1984 folgte ein Teilinstitut des Max-Planck-Instituts für Psychiatrie. Aus letzterem ging 1998 das Institut für Neurobiologie hervor, das zum 1. Januar 2023 im Institut für biologische Intelligenz aufging. In unmittelbarer Nähe der beiden Max-Planck-Institute entstand ab 1995 auf Betreiben des Bayerischen Staatsministeriums für Wirtschaft, Verkehr und Technologie das Innovations- und Gründerzentrum Biotechnologie (IZB), welches Labor- und Büroflächen für Biotechnologie-Start-ups zur Verfügung stellt. Auch die Ludwig-Maximilians-Universität München (LMU) siedelte sich in der Folge an dem Standort an: 2008 wurde das Biozentrum fertiggestellt, das beide Departments der Fakultät für Biologie umfasst, 2015 eröffnete das Biomedizinische Centrum (BMC). Der die beiden Institute der Max-Planck-Gesellschaft, die Universitätseinrichtungen sowie das IZB umfassende Forschungsstandort firmiert als „Campus Martinsried“.
In der Zwischenzeit haben sich in Martinsried auch viele Unternehmen angesiedelt. Im Jahr 2017 zählte Martinsried zu den damals noch vier Standorten von Biontech.

## Infrastruktur
Nördlich von Martinsried führt die Staatsstraße 2343 von Gräfelfing nach München am Ort vorbei; im Süden die St 2344 von Planegg zur Autobahnanschlussstelle München-Fürstenried der A 95.
Am 16. Dezember 2014 entschied die Bayerische Staatsregierung, die Linie 6-West der Münchner U-Bahn von der bisherigen Endstation Klinikum Großhadern bis Martinsried fortzuführen. Die etwa 900 Meter lange Strecke sollte ab 2016 für 73,5 Millionen Euro gebaut werden und 2020 in Betrieb gehen. Die Verlängerung der U6 im Süden nach Martinsried war bereits am 20. Juli 2009 vom Kreistag München beschlossen worden, die ursprünglich angestrebte Eröffnung 2014/2015 konnte allerdings nicht realisiert werden. Der symbolische Spatenstich fand 2023 statt, die Fertigstellung des Bauvorhabens ist für das Jahr 2027 geplant. Die Gesamtkosten belaufen sich auf 212 Millionen Euro. Nach dem Bau der U9-Spange würde die U6 am Klinikum Großhadern enden, die U9 würde nach Martinsried weiterführen. Zu einem späteren Zeitpunkt könnte die Trasse auch zum S-Bahnhof Planegg weitergeführt werden.

## Kinderbetreuung und Bildung
In Martinsried gibt es vier Kinderkrippen, drei Kindergärten und zwei Horte für Kinder im Grundschulalter. Zudem betreibt die Gemeinde in dem Ortsteil eine Grundschule, die ebenfalls eine Schülerbetreuung am Nachmittag anbietet.